# Joseph Egg
Joseph Egg (*  1775; † 1837) stammt aus einer europaweit bekannten Büchsenmacherfamilie aus Oberbuchsiten im Kanton Solothurn. Er war der Neffe des Londoner Büchsenmachers Urs (alias Durs) Egg. Joseph zählte zu den besten Büchsenmachern in England und gilt als der (oder einer der) Erfinder des Zündelements für die nach den Napoleonischen Kriegen neu auftauchenden Perkussionsgewehre.
Seine Werkstatt befand sich in Piccadilly, County of Middlesex, welches heute mitten in Greater London liegt.